# Puchar Ameryki Północnej w narciarstwie alpejskim mężczyzn 2017/2018
Puchar Ameryki Północnej w narciarstwie alpejskim mężczyzn w sezonie 2017/2018 to kolejna edycja tego cyklu. Pierwsze zawody odbyły się 18 listopada 2017 roku w amerykańskim ośrodku narciarskim Copper Mountain Resort, a ostatnie rozegrane zostały 18 marca 2018 roku w kanadyjskim Kimberley.
W poprzednim sezonie klasyfikację generalną Pucharu Ameryki Północnej wygrał Kanadyjczyk Phil Brown, triumfując ponadto w klasyfikacji giganta. W klasyfikacji zjazdu triumfował rodak Browna Tyler Werry. Zwycięzcą klasyfikacji supergiganta został kolejny Kanadyjczyk Brodie Seger. W superkombinacji triumfatorem został Amerykanin Kipling Weisel. Natomiast w klasyfikacji slalomu triumfował Niemiec David Ketterer.
W tym sezonie w klasyfikacji generalnej zwyciężył River Radamus z USA. W klasyfikacjach zjazdu i supergiganta wygrał Kanadyjczyk James Crawford. W slalomie najlepszy był Mark Engel, w gigancie Brian McLaughlin, a w superkombinacji Sam Morse (wszyscy z USA).

## Podium zawodów
| Lp. | Data              | Miejscowość            | Konkurencja     | 1. Miejsce         | 2. Miejsce         | 3. Miejsce          |
| --- | ----------------- | ---------------------- | --------------- | ------------------ | ------------------ | ------------------- |
| 1.  | 18 listopada 2017 | Copper Mountain Resort | Gigant          | Phil Brown         | Trevor Philp       | Tommy Ford          |
| 2.  | 19 listopada 2017 | Copper Mountain Resort | Gigant          | Trevor Philp       | Tommy Ford         | Samu Torsti         |
| 3.  | 20 listopada 2017 | Copper Mountain Resort | Slalom          | Phil Brown         | Trevor Philp       | Mark Engel          |
| 4.  | 21 listopada 2017 | Copper Mountain Resort | Slalom          | Jeffrey Read       | Phil Brown         | Mark Engel          |
| 5.  | 5 grudnia 2017    | Lake Louise            | Zjazd           | Markus Dürager     | James Crawford     | Daniel Hemetsberger |
| 6.  | 7 grudnia 2017    | Lake Louise            | Zjazd           | Odwołano           | Odwołano           | Odwołano            |
| 7.  | 8 grudnia 2017    | Lake Louise            | Supergigant     | Sam Mulligan       | Tyler Werry        | Daniel Hemetsberger |
| 8.  | 11 grudnia 2017   | Panorama               | Supergigant     | Jeffrey Read       | Sam Mulligan       | River Radamus       |
| 9.  | 12 grudnia 2017   | Panorama               | Superkombinacja | River Radamus      | Sam Morse          | George Steffey      |
| 10. | 12 grudnia 2017   | Panorama               | Gigant          | Brian McLaughlin   | River Radamus      | Tanguy Nef          |
| 11. | 13 grudnia 2017   | Panorama               | Gigant          | River Radamus      | Brian McLaughlin   | Harry Laidlaw       |
| 12. | 15 grudnia 2017   | Panorama               | Slalom          | Tanguy Nef         | Luke Winters       | Nolan Kasper        |
| 13. | 16 grudnia 2017   | Panorama               | Slalom          | Nolan Kasper       | James Crawford     | River Radamus       |
| 14. | 13 lutego 2018    | Stowe Mountain Resort  | Gigant          | Tanguy Nef         | Morgan Megarry     | Charlie Raposo      |
| 15. | 14 lutego 2018    | Stowe Mountain Resort  | Gigant          | Charlie Raposo     | Hig Roberts        | Jack Gower          |
| 16. | 15 lutego 2018    | Stowe Mountain Resort  | Slalom          | Michael Ankeny     | David Ketterer     | Hig Roberts         |
| 17. | 16 lutego 2018    | Stowe Mountain Resort  | Slalom          | Luke Winters       | Sam Mulligan       | Hig Roberts         |
| 18. | 28 lutego 2018    | Copper Mountain Resort | Zjazd           | James Crawford     | Jeffrey Read       | Sam Morse           |
| 19. | 1 marca 2018      | Copper Mountain Resort | Zjazd           | Jeffrey Read       | Wiley Maple        | Benjamin Thomsen    |
| 20. | 2 marca 2018      | Copper Mountain Resort | Supergigant     | Broderick Thompson | Sam Mulligan       | James Crawford      |
| 21. | 4 marca 2018      | Copper Mountain Resort | Superkombinacja | Sam Mulligan       | Sam Morse          | Broderick Thompson  |
| 22. | 12 marca 2018     | Kimberley              | Gigant          | Brian McLaughlin   | Trevor Philp       | Tanguy Nef          |
| 23. | 13 marca 2018     | Kimberley              | Gigant          | Brian McLaughlin   | Trevor Philp       | Tanguy Nef          |
| 24. | 14 marca 2018     | Kimberley              | Slalom          | Mark Engel         | Trevor Philp       | David Ketterer      |
| 25. | 15 marca 2018     | Kimberley              | Slalom          | Mark Engel         | Tanguy Nef         | David Ketterer      |
| 26. | 16 marca 2018     | Kimberley              | Superkombinacja | James Crawford     | Trevor Philp       | Kipling Weisel      |
| 27. | 16 marca 2018     | Kimberley              | Supergigant     | James Crawford     | Trevor Philp       | Kipling Weisel      |
| 28. | 18 marca 2018     | Kimberley              | Supergigant     | James Crawford     | Broderick Thompson | Brodie Seger        |